# David Mitchell (pisarz)
David Stephen Mitchell (ur. 12 stycznia 1969 w Southport) – brytyjski pisarz.

## Życiorys
Dorastał w Malvern, Worcestershire. Studiował literaturę angielską i amerykańską na Uniwersytecie Kent (1990). Mieszkał przez rok na Sycylii, przez 8 lat uczył angielskiego w Hiroszimie, w Japonii. Aktualnie mieszka w zachodniej Irlandii.
Jego dwie powieści (sen_numer_9 oraz Atlas chmur) przyniosły mu nominacje do Nagrody Bookera. W 2007 roku magazyn Time uznał go za jedną ze stu najbardziej wpływowych osób na świecie.

## Twórczość
- Widmopis (Ghostwritten, 1999, wyd. polskie 2003)
- sen_numer_9 (number9dream, 2001, wyd. polskie 2002)
- Atlas chmur (Cloud Atlas, 2004, wyd. polskie 2006)
- Konstelacje  (Black Swan Green, 2006, wyd. polskie 2007)
- Tysiąc jesieni Jacoba de Zoeta (The Thousand Autumns of Jacob de Zoet, 2010, wyd. polskie 2013)
- Czasomierze (The Bone Clocks, 2014, wyd. polskie 2016)
- Slade House (2015, wyd. polskie 2017)
- Utopia Avenue (2020, wyd. polskie 2024)

### Nagrody
- Mail on Sunday/John Llewellyn Rhys Prize, 1999
- Guardian First Book Award (finalista), 1999
- Nagroda Bookera (finalista), 2001
- James Tait Black Memorial Prize (finalista), 2001
- Nagroda Bookera (finalista), 2004
- National Book Critics Circle Award Nomination, 2004,
- British Book Awards "best read", 2005